# George Dawson
George Dawson (18 januari 1898 – 5 juli 2001) was een Amerikaans schrijver.

## Biografie
George Dawson werd als Amerikaan van Afrikaanse afkomst geboren in een arm gezin in Texas. Omdat hij niet kon lezen of schrijven, ondertekende hij zijn contracten met een X. Hij werkte tot zijn 79ste als houtbewerker en straatwerker. Op zijn 98ste leerde hij lezen en schrijven. Hij schreef een autobiografie over zijn leven getiteld "Life Is So Good". Het verhaal van de oude man haalde de nationale media in de Verenigde Staten. Hij verscheen in 2001 ook bij Oprah Winfrey. Enkele maanden later overleed hij op 103-jarige leeftijd.